# Danguya
Danguya là chi thực vật có hoa trong họ Acanthaceae.